# Dalhem (Gotland)
Dalhem ist ein kleiner Ort (småort) auf der schwedischen Insel Gotland. Er liegt 18 Kilometer südöstlich von Visby in der Provinz Gotlands län und der historischen Provinz Gotland.
Das Statistiska centralbyrån führt den Ort als Dalhem och Hallvide.

## Geschichte
Der Name lautete im 14. Jahrhundert „Dalem“. Der erste Teil lautet „dal“, was auf das schwedische Wort „dalgång“ für „Tal“ deuten könnte. Die Endung „hem“ bedeutet „Heim“, „Hof“ oder „Weiler“. Der Ort liegt im Innern von Gotland, zwischen zwei trockengelegten Moorgebieten, Roma myr im Westen und Holmmyr und Tallmyr im Osten.

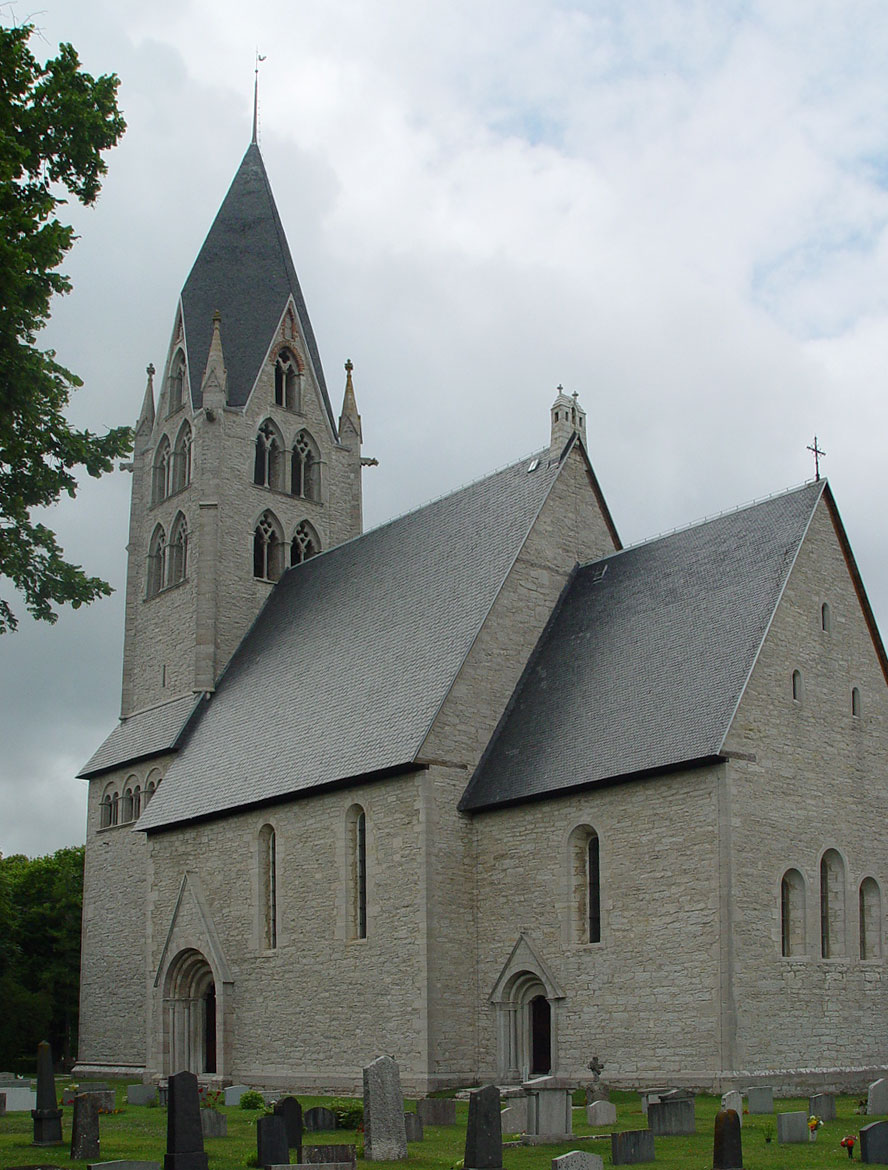
Kirche von Dalhem

Er ist insbesondere durch seine Kirche und als Haltepunkt der Museumseisenbahn Gotlands Hesselby Jernväg bekannt. Der Ort besitzt ein Eisenbahnmuseum; die Museumsbahn „Dalhemståget“ verkehrt in den Sommermonaten an mehreren Tagen in der Woche. Die Gegend nahm Anfang des 20. Jahrhunderts Aufschwung mit der Eisenbahn und lebte von Zuckerrüben, die eine Fabrik in Roma verarbeitete.
Der Landhandel Dunbodi wurde im Jahr 1903 eröffnet. Durch intensive Renovierungsarbeiten erstrahlt das „Lanthandelsmuseet Dunbodi“ wieder in altem Glanz. Dunbodi befindet sich in der Nähe von Dune in Dalhem.
Die Hofnamen im Kirchspiel Dalhem sind: Anderbåtels, Binge, Björkhage, Burge, Busarve, Dune, Dunegårde, Gandarve, Granskogs, Grinder, Hallfose, Hallvide, Harstäde, Hesselby, Kaungs, Malms, Munkebos, Myre, Nygårds, Näsungs, Prästgården, Räkarve, Siggur, Slitegårds, Stenstugu, Suderbys, Vidunge. Das Kirchspiel (schwedisch socken) Dalhem hatte Ende 2010 29,84 km² und 495 Einwohner.

## Steinkreuze

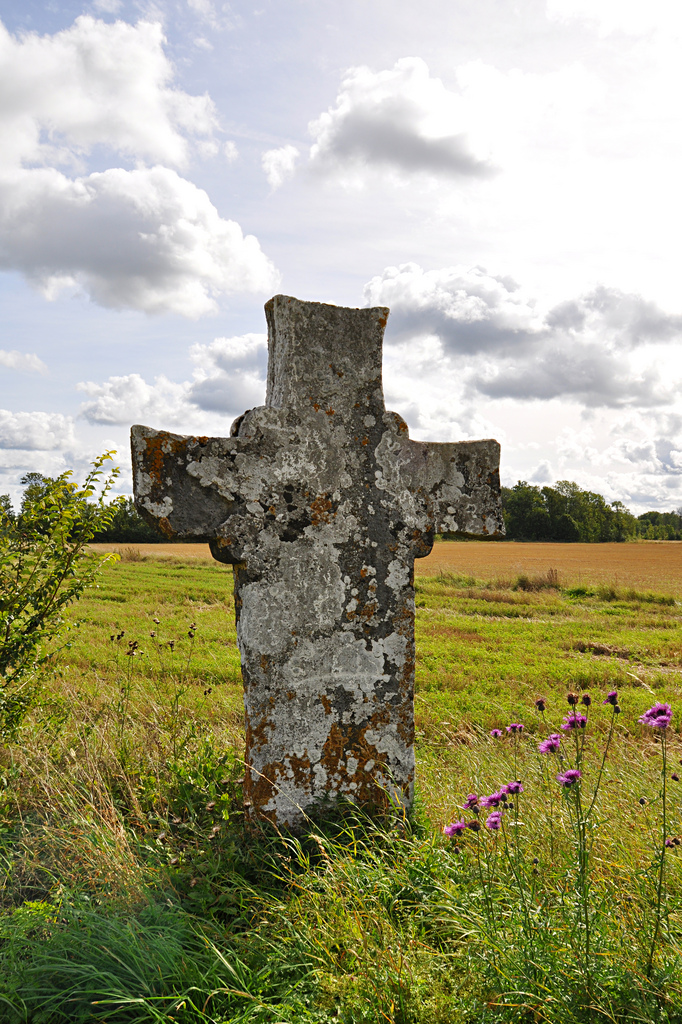
Hans Kroks Kreuz

Zwei mittelalterliche Steinkreuze (schwedisch minneskors) finden sich im Kirchspiel, eines in der Nähe der Kirche und eines bei der Schule.
Das Kreuz bei der Kirche soll 1430 am Todesort des Priesters Hans Krook errichtet worden sein.
Das Kreuz bei der Schule soll an eine Braut erinnern, die auf der Fahrt zur Kirche vom Weg abkam und dabei umkam oder daran, dass zwei Personen sich ein Rennen lieferten, wobei einer vom Pferd viel und starb.
Angeblich soll es ein drittes Kreuz geben. Die beiden bekannten Kreuze haben runde Verbindungen zwischen den Kreuzarmen und erinnern entfernt an Ringkreuze.

## Fundplätze
Bekannt ist das Kirchspiel für eisenzeitliche Grabfelder, Steinsetzungen, alte Steinwege und Sliprännestenar.
Bei Dalhem wurde ein Silberschatz aus der Wikingerzeit gefunden und im Ortsteil Dune der sogenannte Duneskatten, ein gegen Ende des 19. Jahrhunderts entdeckter Schatzfund aus dem 14. Jahrhundert. Der zwischen in 1360 und 1370 vergrabene Schatz besteht aus 122 Einzelteilen aus Silber und Gold, darunter Anhänger, Armbänder, Fingerringe, Gürtelbeschläge, Halsketten, Haken, Löffel, Pailletten, Schalen, Schnallen und Messer mit verziertem Griff. Er lag in einem Haufen in den Resten einer hölzerne Truhe, in der auch eine zerbrochene Sense lag, um den Schatz zu schützen.